# 性格與社會心理學公報
《性格與社會心理學公報》（Personality and Social Psychology Bulletin，PSPB）是由賽吉出版公司代表性格與社會心理學學會（SPSP）發行的科學期刊，內容涵蓋範圍包含心理學、社會學。主編是堪薩斯大學社會和行為科學、心理學教授克里斯·克蘭德（Chris Crandall）。
該期刊由1974年以月刊形式開始發行。根據期刊引证报告，該期刊在2019年的影響因子是2.961，在心理學、社會學中64本期刊排第11。
該期刊是出版倫理委員會的成員之一。

## 外部連結
- 官方网站